# Gérald Thomassin
Pour les articles homonymes, voir Thomassin.
Gérald Thomassin, né le 8 septembre 1974 à Pantin (Seine-Saint-Denis), est un acteur français.
Soupçonné à partir de 2013 d'être l'auteur d'un homicide survenu en 2008, il bénéficie finalement d’un non-lieu. Il disparaît le 29 août 2019.

## Biographie

### Jeunesse et carrière au cinéma
Gérald Thomassin vit une enfance difficile, marquée par des problèmes familiaux. En 1990, à l'âge de 16 ans, il est découvert à l'occasion d'un casting organisé dans les foyers de la Direction départementale des affaires sanitaires et sociales (DDASS) de Paris afin de trouver l'acteur principal du film Le Petit Criminel, réalisé par Jacques Doillon. Gérald Thomassin est retenu pour le rôle, alors qu'il ne s'était rendu à ce casting que pour accompagner un ami. Sa prestation dans ce film lui vaut ensuite le César du meilleur jeune espoir masculin.
Il apparaît alors dans plusieurs autres films, dont le film Tendre Guerre, coproduction Canada-France, en 1992, et réalisé par Daniel Morin, puis mène sa carrière avec une certaine désinvolture. Il connaît en outre des problèmes de consommation d'alcool et de drogue.
En 2000, il tient un rôle important dans le film Paria. Le réalisateur, Nicolas Klotz, le décrit comme « l'un des plus grands acteurs du cinéma français, qui ne l'utilise pas assez » ; le cinéaste souligne par ailleurs le poids des problèmes personnels du jeune comédien.
En 2007, Gérald Thomassin tourne à nouveau avec Jacques Doillon, pour le film Le Premier venu (2008). Le réalisateur déclare à cette occasion : « Je ne sais pas finalement si ce métier de comédien lui dit grand-chose. À un mois du tournage du Premier venu, il ne voulait plus le faire. Gérald n'aime pas le travail de toute façon, il a du mal à se concentrer, rechigne à apprendre des textes. Mais il fonctionne en revanche à l'amitié. Si on la lui offre, s'il sent qu'on a besoin de lui, il vous la rend au centuple et est capable de donner des choses extraordinaires, d'atteindre une liberté inimaginable »,.
Installé à Montréal-la-Cluse, dans l'Ain, en juin 2007, Gérald Thomassin continue de souffrir de problèmes de toxicomanie, menant une existence marginale. En juillet 2009, il regagne Rochefort, où il tente de renouer avec son ex-fiancée. C'est un échec, il deviendra un temps SDF avant d'obtenir un hébergement d'urgence en 2012.

### Accusation d'homicide et disparition
Le 29 juin 2013, Gérald Thomassin est interpellé et mis en examen pour « vol avec arme et meurtre sur personne chargée d'une mission de service public » : il est accusé du meurtre, commis cinq ans plus tôt, de Catherine Burgod, 41 ans, enceinte de cinq mois et demi, postière à Montréal-la-Cluse. Le 19 décembre 2008, la victime avait été tuée de vingt-huit coups de couteau dans le bureau de poste où elle travaillait, par un individu qui avait volé le bureau sans toucher au sac de la victime. Gérald Thomassin est arrêté à son domicile de Rochefort et incarcéré le 13 juillet 2013. Il clame alors son innocence,,,.
Le 26 mai 2015, Gérald Thomassin est remis en liberté et placé sous contrôle judiciaire dans l'attente d'une décision concernant la demande du parquet de Bourg-en-Bresse d'un renvoi devant les assises. Quelques semaines plus tard, la juge d'instruction valide ce renvoi, pour meurtre et vol avec arme. Gérald Thomassin fait alors appel de l'ordonnance de renvoi. Il est condamné le 30 octobre 2015 à un mois de prison ferme avec mandat de dépôt, pour avoir brisé son bracelet électronique lors de son assignation à résidence. Le 4 mars 2016, la cour d’appel ordonne un supplément d'information, mais le tribunal de Bourg-en-Bresse est dessaisi au profit de deux juges d’instruction lyonnais qui doivent mener une enquête complémentaire.
Le 3 juin 2016, alors qu'il n'a toujours pas été jugé, Gérald Thomassin est remis en liberté, la loi française ne permettant pas de maintenir une personne plus de trois ans en détention provisoire.
Le 22 mars 2017, un deuxième suspect est arrêté pour complicité à Nantua (Ain), placé en garde à vue, puis mis en examen et placé en détention provisoire.
Début septembre 2018, il est révélé que l'ADN d'un autre homme, âgé de 29 ans, a été retrouvé sur un sac ensanglanté et qu'il a reconnu le vol, mais pas le crime. Il est mis en examen en mai pour meurtre aggravé et vol avec arme, avant d'être placé en détention provisoire. Gérald Thomassin reste toutefois mis en examen pour ce meurtre.
Le 29 août 2019, le juge d'instruction chargé de l'affaire organise un ultime acte de procédure avant de clore le dossier : une confrontation entre les trois mis en examen. Gérald Thomassin doit s'y rendre, mais il ne se présente pas. Contacté par RTL, Jérôme Thomassin assure que son frère se réjouissait de pouvoir prouver son innocence une bonne fois pour toutes. Il aurait pris un train le 28 août à Rochefort où il réside, accompagné à la gare par son ex-beau-frère et colocataire qui signalera sa disparition trois jours plus tard, pour se rendre à Lyon afin de participer à la confrontation judiciaire avec les deux autres suspects de l’affaire. Il est verbalisé à 10 h 18 dans le train en direction de Nantes, puis on perd sa trace dans la ville (la géolocalisation de la téléphonie en atteste). Depuis, il n'a donné aucune nouvelle malgré les nombreux appels téléphoniques. Inquiet, Jérôme Thomassin demande que des recherches soient effectuées,. En octobre 2019, le procureur de La Rochelle, Laurent Zuchowicz, ouvre une enquête pour enlèvement. Le 30 octobre 2019, le parquet de Nantes ouvre à son tour une information judiciaire pour enlèvement et séquestration, dessaisissant ainsi de l'affaire le parquet de La Rochelle.
La chambre de l'instruction de la cour d’appel de Lyon a confirmé, le 26 juin 2020, l’ordonnance de non-lieu rendue par les juges chargés de l'affaire du meurtre de la postière de Montréal-la-Cluse,.
En avril 2021, un an et demi après sa disparition, son frère et quelques proches déclarent penser que Gérald Thomassin est mort,.
En 2023, le chanteur Christophe Miossec lui consacre la chanson intitulée Meilleur jeune espoir masculin sur l'album Simplifier.

## Filmographie
Sauf indication contraire, les informations mentionnées dans cette section peuvent être confirmées par les bases de données cinématographiques IMDb et Allociné,  présentes dans la section « Liens externes ».

### Cinéma
- 1990 : Le Petit Criminel de Jacques Doillon : Marc
- 1991 : Contre l'oubli (film collectif), segment de Jacques Doillon : lui-même
- 1992 : Tendre Guerre (Coproduction Canada - France) de Daniel Morin
- 1996 : Calino Maneige de Jean-Patrick Lebel : Nicolas Calino
- 1996 : Clubbed to Death (Lola) de Yolande Zauberman : Paul
- 1996 : L'Annonce faite à Marius de Harmel Sbraire : le jeune distributeur
- 1998 : Louise (take 2) de Siegfried : Yaya
- 1999 : Un pur moment de rock'n roll de Manuel Boursinhac : Fred
- 2000 : Nationale 7 de Jean-Pierre Sinapi : Jean-Louis
- 2000 : Paria de Nicolas Klotz : Momo
- 2002 : Une affaire privée de Guillaume Nicloux : Inspecteur Bonnis
- 2003 : Mister V. de Émilie Deleuze : Jean-François, le palefrenier
- 2006 : Itinéraires de Christophe Otzenberger : Rouillé
- 2006 : Sheitan de Kim Chapiron : Maurice
- 2007 : Jacquou le Croquant de Laurent Boutonnat : le bigleux
- 2008 : Le Premier venu de Jacques Doillon : Costa

### Télévision
- 1994 : Ferbac (série télévisée), épisode Ferbac et le festin de miséricorde de Christian Faure : Ben
- 1996 : Un arbre dans la tête (téléfilm) de Jean-Pierre Sinapi
- 1997 : PJ (série télévisée), saison 1, épisode Racket de Gérard Vergez : Denis
- 2003 : Un goût de sel (téléfilm) d'Hélène Marini : Simon
- 2003 : Les Beaux Jours (téléfilm) de Jean-Pierre Sinapi : Lucien

## Distinctions
Sauf indication contraire, les informations mentionnées dans cette section peuvent être confirmées par les bases de données cinématographiques IMDb et Allociné,  présentes dans la section « Liens externes ».
- César 1991 : César du meilleur espoir masculin pour Le Petit Criminel
- Festival international de programmes audiovisuels documentaires de Biarritz 1997 : FIPA d'or du meilleur acteur pour Un arbre dans la tête